# 프리허그

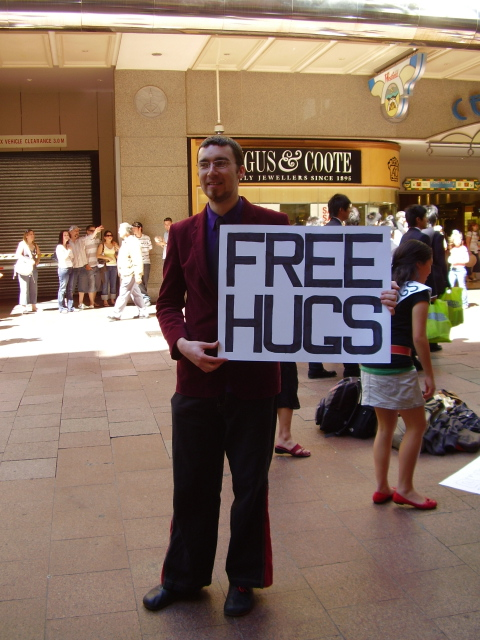
프리허그

프리허그(Free Hug)는 자신이 길거리에서 스스로 "Free Hug"라는 피켓을 들고 기다리다가 자신에게 포옹을 청해오는 불특정 사람을 안아주는 행위다. 이러한 행위를 하는 사람들을 "FreeHuggers"라 부른다. 프리 허그 활동을 프리 허그 캠페인 (Free Hugs Campain)이라고 부른다.
일부는 장난스럽게 이러한 행위를 하는 사람도 있으나, 본래적 의미는 포옹을 통해 파편화된 현대인의 정신적 상처를 치유하고 평화로 가정과 사회를 이루고자 노력하는 것이다.
프리허그닷컴(free-hugs.com)의 설립자인 제이슨 헌터(Jason G. Hunter)가 평소 "그들이 중요한 사람이란 걸 모든 사람이 알게 하자."는 가르침을 주던 어머니의 죽음에서 영감을 받아 2001년에 최초로 시작하였으며, 이후 "Free Hug"라는 로고를 새긴 옷을 제작, 판매하기도 하였다.
대한민국에서는 2006년에 "후안 만"이라는 호주인의 인터넷 동영상에 의해 본격적으로 확산된 것으로 알려지고 있다.

## 관련 사이트
- (영어) 프리허그 운동 공식 홈페이지